# Алка Вуица
Алка Вуица (Пула, 8. јун 1961) хрватска је певачица, текстописац, новинарка, ТВ водитељка и писац.

## Биографија
Алка Вуица рођена је 8. јуна 1961. године у Умагу, крај Пуле. Позната је као Алка Ву. Данас живи у Сарајеву, и ради као водитељка. Има своју емисију Видимо се у Сарајеву, која се емитовала на телевизији Пинк БХ. Занимљиво је то да је назив настао тако што је Алка писала песму за новосадску групу Фрајле, под називом „Сарајево'”', па је и сам сусрет био договорен тамо — виделе су се у Сарајеву. Али јој то апсолутно не мења летње навике, тако да је често виђена на јахтама у близини Сплита и острва Хвар, поред тога сто је заљубљена у Ибизу, Јамајку и Кубу.
У детињству је била бунтовник. Отац јој је био јако строг, чак није смела да иде ни у извиђаче, а као девојка је увек имала излазак до 23 часа. Одрасла је у скромној и традиционалној породици. То јој није сметало да прави несташлуке — као мала се тукла са дечацима, увек кући доносила мачиће и птиће, а једном приликом и једног Американца. Она је имала око 5/6 година, а он је био стопер на пропутовању, са дугом косом. Када га је довела кући, саопштила је мами да је нашла Исуса Христа. Он је преспавао у апартману њене тетке, а након неког времена су га сасвим случајно поново срели у Трсту, у Италији и тада је била убеђена да је он Исус.
Још у току основне школе је кренула на часове клавира, али је то и било за очекивање, јер потиче из музичке породице. Мама Зденка свира клавир, тата Звонко саксофон, а ујак Бошко хармонику. Једино је рођака, Матија Вуица, позната дизајнерка.
Не воли што је у 60-има, највише су јој се свиђале 30-е, али каже да ни 20-е нису биле лоше, тада је живела као „пуштена са ланца“ . Сада има проблема са кичмом и одгађа операцију, не сме да трчи, али зато вози бицикли и ради одређене вежбе. Негује се добрим кремама и третманима лица. Воли цинике, особе попут Арсена Дедића- уживала је у његовом смислу за хумор. Каже да никада није била заљубљена у жену, али је била са женама и сматра то прелепим искуствима. Иначе је дефинитивно заљубљиве природе, па су јој готово све песме аутобиографске и назива их децом њених љубави- а због трагичних љубави конзумира вино и цигарете у великим количинама, и пише тужне песме.
Њена прва љубав је био бубњар групе Сребрна крила, Ади Караселимовић. Имала је 18 година, и упознала га је у клубу „Сцена”, у моменту када је имала богиње. Био је њена прва велика љубав и та веза је трајала 4 године. Чак му је и написала песме за први самостални албум, под називом „Додирни ме”. У том периоду упознаје Горана Бреговића и Бајагу. Опште је познато да су обојица били њени љубавници, а и дан-данас је у дивним односима са њима и те љубави и даље трају, само у неким другим димензијама. Бајага јој је чак посветио и две песме, „Зажмури” и „Са друге стране јастука”. Једна од драгих успомена јој је Опатија, 1984. година. Био је неки фестивал и забава је трајала 3/4 дана. Толико су пили да је Бајага на крају оставио своју личну карту на шанку, јер није више имао пара- па није платио цех, а она је за Умаг ишла стопом, а успела је да устопира шлепер који је превозио шкампе.
Године 1988. је упознала Вука Величковића, српског сликара и уметника. Године 1989. рађа сина Ариана. Иако та љубав није потрајала, тврди да су и данас пријатељи и да лета и зиме проводе заједно, као породица. Како тренутно борави у Босни и Херцеговини, 2012. године упознаје Златка Арсланагића Херба, који је бошњачки угоститељ. На питање, шта јој се код њега свидело, рекла је 2/3 милиона евра, то што јој је истовремено и љубавник и пријатељ, и што се веза родила из пријатељства, и то на свадби нећака Здравка Чолића. Изјавила је да воли када јој је коса везана у реп, јер јој се тад види лепота, да му се свиђају њене очи јер су дечје, да се заљубио у њу зато што је духовита и смешна. Златко и Ариан су у јако добрим односима, воле се и поштују међусобно. Била су нека говоркања о свадби, али изгледа да се теорија неће претворити у праксу. Она је венчаницу обукла неколико пута за разне потребе снимања, када жели да направи фешту са пријатељима, за то јој није потребан повод, а папир не представља љубав и припадност, односно верност и оданост. На крају закључује, да свака поштена Хрватица мора имати неког Босанца- јер је њихов менталитет и харизма оно на шта жене „падају”.
У Алкином животу су биле и извесне спекулације о забрањеним љубавима. Наиме, 2003. године је имала аферу са Жељком Керумом, градоначелником Сплита. А цела прича је доспела у јавност након што је Алка престала да се дружи са Сњежаном Мехур. Дотична, иако је била у браку, је готово деценију, такође била љубавница поменутог политичара, па су тако другарице прекинуле пријатељство због љубоморе. А већ 2004. године, певачица је упловила у везу са фудбалером Игором Штимцем. Он је у то време био ожењен Сузаном Штимац, са којом има и децу, иначе сликарком и бившом мисицом Југославије. Због прељубе су се развели, а она се касније удала за некадашњег кошаркашког репрезентативца, Дамира Милачића. Алка је признала да су она и фудбалер били у ванбрачној заједници, а да Сузану јако цени и поштује и да је све само судбински сплет околности, па су обе волеле истог човека. Вероватно се водила логиком да ће средства оправдати када дође до циља. Постоји и легенда да је брачни пар Штимац једно вече био у ноћном проводу, а онда им се у сепареу придружила певачица, која је саму себе позвала, па потом фудбалера исполивала шампањцем, на шта је он позвао обезбеђење, које је Алку изнело из локала и бацило је испред, у грмље.
Ипак, најважнији мушкарац у њеном животу је свакако Ариан. У Лондону је студирао продукцију, а потом покренуо свој електронички бенд Ин јур фејс. У периоду студирања је живео у кући Симона Ле Бона, фронтмена групе Дуран дуран, са којим се приватно дружи. Сада је ди-џеј и продуцент. Народним масама је познат под именом Страпазоот, а члан је бендова Годсоундз и 33 банд, који представљају музички правац реп и хип-хоп. Мада, највише пажње добија отвореним писмом, којим најављује судску тужбу, упућеним Влатки Покос. Она је о његовој мајци писала у својој књизи „Живот у рају”. У роману она наводи да је Алка алкохоличарка, прељубница и жена лаког морала, описује извесну аферу са Сплитским градоначелником, помиње и свађу међу другарицама љубавницама, тврди да је Ариан до своје 11. године живео у Умагу са бабом и дедом јер његова мајка није домаћица, не зна шта значи породични живот, а да је њено понашање изван оквира нормалног. Он је то све оштро демантовао. За своју мајку је рекао да она за њега представља узор и највећи извор љубави за који зна. Напомиње да је детињство провео са њом у Загребу, у Цвијетном насељу, да су живели у Веслачкој улици, и да је тамо ишао у вртић. Прва 4 разреда основне школе је завршио у Умагу, пошто је Алка често путовала, па су га чували бака и дека- али је она живела са њима. Алиментацију никада није добијала и сама се као лавица борила да му пружи све у животу. Када је био V разред, поново се селе за Загреб, јер је она тада купила кућу тамо.

### Каријера
Још као студенткиња је почела да ради за часопис Полет. Први интервју је радила са групом Ди бојс, а други са Гораном Бреговићем. У то време је упознала Карла Метикошa, мужа Јосипе Лисац. Он је упознаје са њом, након што му је једном приликом на уво изрецитовала стихове једне од својих песама. Како је Јосипа Лисац познати део хрватске музичке сцене, након што јој је урадила песму „Данас сам луда”, Алка Вуица постаје позната и почиње да сарађује са многим тадашњим музичким звездама. Сарађивала је са Владом Калембером, Тајчи, Бајагом, Гораном Бреговићем, Жељком Бебеком, Борисом Новковићем. Њене песме су „Ја сам заљубљен” од Тонија Цетинског, „Ни на север, ни на југ” коју изводи Санди Ценов, „Ја сам лажљива” групе Денис&Денис, „Лијепа без душе” коју је отпевао Оливер Драгојевић.
Потом издаје својих седам албума. 1993. године, Лажи ме, 1995. године За тебе чувам себе, 1997. године Алкатраз, 1999. године Балкан гирл, 2001. године Професионалка, 2004. године Циркус и 2013. године Алкина кафана.
Као новинарка, уредник и водитељка се такође показала веома успешно. Ток-шоу 1 на 1 је био на Нова ТВ, а она га је водила. Након тога је била уредник рубрике Алка индивидуалка у шоу-биз магазину Ред карпет. Касније је водила своју емисију Видимо се у Сарајеву која се емитовала на Пинк БХ.
Године 2011. улази у ријалити-шоу Парови 2, али не улази у финале.

## Албуми
- Лажи ме
- За тебе чувам себе
- Алкатраз
- Балкан гирл
- Професионалка
- Циркус
- Алкина кафана

## Фестивали
- ОК (дует са Сандијем Ценовим), '93

Мелодије хрватског Јадрана, Сплит:
- Не дај ми да одем, '95
- Кама Сутра, '96
- Ола 'е, '98
- Варалица, '99
- Коке моја, 2002

Сплит:
- Илузије, 2003
- Љубав се излизала, 2006
- Готовина, 2008
- Истриана (дует са Сандром Јурак), 2009
- Неурачунљива, 2012
- Вријеме за нас ( са Неном Беланом и Зораном Шербеџијом), 2019
- На Палмижану, 2021

Задарфест:
- Откад те нема, '94
- Ди-дај-дам, '96
- Звијезда Даница, '98
- Крива, 2000

Арена, Пула:
- Ај, ај, ај, '95

Осфест, Осијек:
- Што ћу ја теби, '97

Хрватски радијски фестивал:
- Шта те брига, 2001
- Мана, 2003
- Мали, 2004
- Умирем мушки, 2006
- Јефтино, 2009

Етнофест, Неум:
- Дај ми само један дан, 2002
- Иди сада, 2003
- Дуго се нисам..., 2004
- Несретан човјек, несретна жена (са Тамбурашком групом Фијакер), 2013
- Истанбул, 2017

Златне жице Славоније, Пожега:
- Нема те (Вече поп музике), '99
- Субота (вече Песме и вина), 2003

Пјесма Медитерана, Будва:
- Црнина, 2006

Међимурски фестивал забавне музике, Чаковец:
- Ти си крив, 2010

Међународни фестивал шансоне, Chansonfest, Загреб:
- Рајска птица, 2011
- Пуцаш у леђа, 2012

CMC festival, Водице:
- Женска посада, 2014
- Луђакиња, 2021
- Пресиденте, 2023
- Свадба без кумова, 2024

Загреб:
- Кућа из журнала, 2020